# Sahel Chamali
Sahel Chamali (franska: Sahel Chamali (CR), Sahel Chamali (Commune Rurale), arabiska: صدينة) är en kommun i Marocko.   Den ligger i prefekturen Tanger-Assilah och regionen Tanger-Tétouan-Al Hoceïma, i den norra delen av landet, 170 km norr om huvudstaden Rabat. Antalet invånare är 5 588.